# Lîseț, Dunaiivți
Lîseț (în ucraineană Лисець) este o comună în raionul Dunaiivți, regiunea Hmelnîțkîi, Ucraina, formată numai din satul de reședință.

## Demografie
Componența lingvistică a comunei Lîseț
     Ucraineană (99,9%)
     Alte limbi (0,1%)
Conform recensământului din 2001, majoritatea populației comunei Lîseț era vorbitoare de ucraineană (99,9%), existând în minoritate și vorbitori de alte limbi.